# Арабаджи Дмитро Костянтинович
Арабаджи Дмитро Костянтинович (рум. Dumitru Arabadji; нар. 17 січня 1972 року, Рені, Одеська область, УРСР) — молдовський футболіст і футбольний тренер, який грав на позиції захисника та півзахисника.

## Біографія

### Кар'єра гравця
Арабаджи виступав за низку молдавських клубів із Національного дивізіону Молдови — «Ністру» (Атаки), «Олімпія» (Бєльці), «Агро-Голіадор» (Кишинів) та команду «Рапід» із Гідігіча, котра до цього базувалась у Кагулі та Кишиневі. Також виступав за маріупольський «Металург» у чемпіонаті України і за «ЕВІС» із Миколаєва.

### Кар'єра тренера
У 2009 році Арабаджи прийняв клуб «Динамо-Авто», у якому працював шість років. Із клубом він підняв із дивізіону «Б» у Національний дивізіон. У сезоні 2013/2014 команда дебютувала у першості Національного дивізіону Молдови: Арабаджи запросив у тренерський штаб на посаду тренера дубля Миколу Мінчева. Однак команда показувала вельми неоднозначні результати, першу домашню перемогу здобув тільки у 9-му турі над «Олімпією» з Бєльц (1:0) та посівши у підсумку 8-е місце. У Кубку Молдови вона зупинилася на стадії 1/8 фіналу, програвши «Зімбру».
Арабаджи провів чотири тури на чолі команди «Динамо-Авто» сезону 2014/2015, та в першому ж турі команда примудрилась програти 0:5 «Верису» у чемпіонаті, а після гри проти «Дачії» у четвертому турі 15 серпня 2014 року пішов у відставку. Він передав пост Миколі Мандриченко, взяв паузу у своїй кар'єрі. У 2015 році очолив команду «Гагаузія-Огузспорт», пропрацювавши з нею у сезоні 2015/2016 у Дивізіоні «А» та посів із нею 6-е місце, а після закінчення сезону пішов у відставку.
У сезоні 2016/2017 Арабаджи керував клубом «Сфинтул Георге» у Дивізіоні «А», прийнявши пропозицію від Юліана Бурсука у міжсезоння. Клуб вийшов у Національний дивізіон за підсумками сезону 2016/2017. Узимку 2018 року прийшов з Юліаном Бурсуком і Віталієм Кулібабою у клуб «Сирець» Дивізіону «А», зберігши тренерську ліцензію на право тренувати клуби у Дивізіоні «А». У сезоні 2018 роки команда зазнала нищівної поразки від «Зарі» з Бельц із рахунком 0:8, а перед 12-ма туром пішов у відставку, передавши посаду Сергію Секу.